# 福克斯冰流
福克斯冰流（英語：Fox Ice Stream），是南極洲的冰流，位於埃爾斯沃思地，全長約11公里，最終在維爾特半島西南面注入埃爾塔寧灣，由美國南極名稱諮詢委員命名，現時由南極條約體系管理。